# Ким Дэ Гон Андрей
Ким Дэ Гон Андре́й или Андре́й Ким (кор. 김대건 안드레아 (ханча 金大建), по сист. Конц. Ким Дэ Гон Андыреа; 1821, провинция Чхунчхон, Корея — 16 сентября 1846, Сеул, Корея) — святой Римско-Католической Церкви, первый корейский католический священник, мученик.

## Биография
Родился в 1821 году в знатной корейской семье из рода Ким, члены которого были новообращёнными католиками. Его отец Игнатий Ким был казнён за свою веру 26 сентября 1839 года и также причислен к лику святых Католической Церкви.
Ким Дэ Гон был крещён в возрасте 15 лет. С 1837 по 1845 год обучался в руководимой францисканцами Духовной семинарии, которая находилась в португальской колонии Макао. В 1845 году был рукоположён в священника епископом Жаном Ферреолем. Сразу же после рукоположения вернулся в Корею, чтобы проповедовать там христианство. В то время корейские христиане подвергались в Корее жестоким преследованиям. В 1846 году, в возрасте 25 лет, Ким был арестован и обезглавлен.

## Прославление
6 мая 1984 года Андрей Ким Дэ Гон был причислен Римским папой Иоанном Павлом II к лику святых вместе с другими ста тремя корейскими мучениками, пострадавшими за свою веру.
День памяти святого Андрея Кима (Кима Дэ Гона) — 20 сентября.